# Olympus
Olympus (jap. オリンパス株式会社 Orinpasu Kabushiki-gaisha) – japońskie przedsiębiorstwo produkujące aparaty fotograficzne, rejestratory dźwięku, sprzęt medyczny oraz urządzenia przemysłowe. Zostało założone w 1919 roku jako TAKACHIHO SEISAKUSHO. Nazwa Olympus po raz pierwszy pojawiła się 2 lata później jako nazwa produktów. W 1936 Olympus wypuścił na rynek swój pierwszy aparat Semi-Olympus 1 wraz z pierwszym obiektywem Zuiko. Od 1997 roku przedsiębiorstwo jest obecne na rynku polskim i węgierskim.

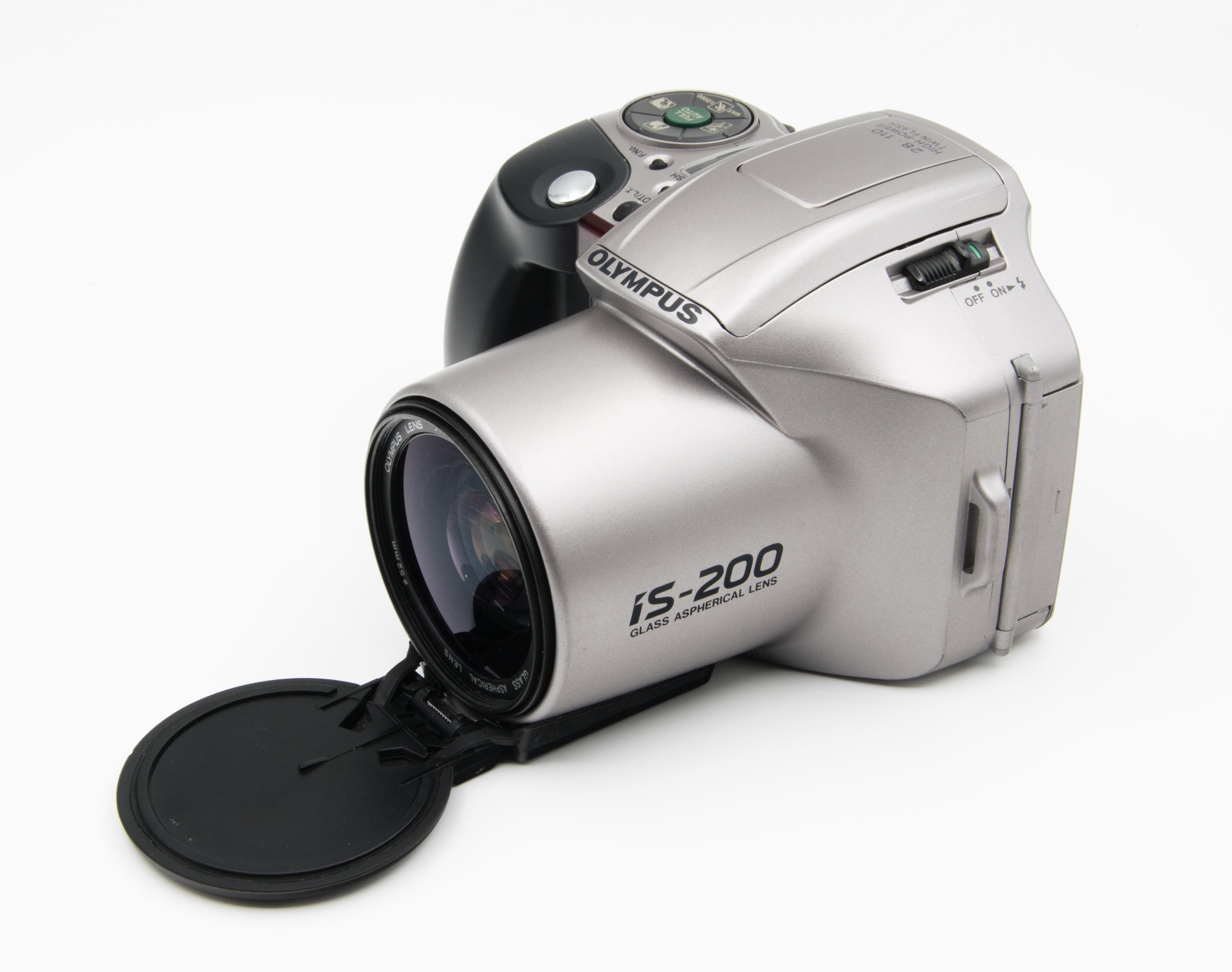
Klasyczna lustrzanka Olympus IS-200

Olympus jest jednym z twórców pierwszego otwartego systemu lustrzanek cyfrowych – 4/3 (FourThirds) oraz  pokrewnego systemu dla bezlusterkowców – Micro 4/3.
W lutym 2013 r. głównym udziałowcem (11,46%) w Olympusie została firma Sony.
Olympus produkuje aparaty kompaktowe, cyfrowe i zaawansowane lustrzanki. Dawniej produkował też własne karty pamięci xD. Firma ta opracowała te karty i używała ich na równi z Fujifilmem. Przed wprowadzeniem kart xD firmy te były największymi promotorami kart SmartMedia opracowanych przez inną japońską firmę, Toshiba. Zarówno Olympus, jak i Fujifilm, zaprzestały używania kart pamięci xD w swoich produktach po 2009 r., przechodząc na karty SD. Bardziej zaawansowane lustrzanki używają kart CompactFlash.
24 czerwca 2020 r. została ogłoszona sprzedaż działu fotograficznego firmy Olympus Corporation przedsiębiorstwu Japan Industrial Partners.

## Nazwa
Pierwotnie firmę nazwano Takachiho Seisakusho. W mitologii szczyt Góry Takachiho, Takamagahara, był domem bogów i bogiń. W 1942 roku nastąpiła zmiana nazwy na Takachiho Optical Co., Ltd., kiedy to produkty optyczne stały się podstawą firmy. W 1949 roku zmieniono nazwę na Olympus Optical Co., Ltd. Nazwa również pochodząca z mitologii, tym razem greckiej, miała nadać firmie korporacyjny wyraz. Ostatecznie w roku 2003 przyjęto nazwę Olympus Corporation.
Olympus, tłumacząc wybór nazwy, pragnie podkreślić dążenie do wytwarzania wysokiej jakości, znanych na całym świecie produktów. Firma, odnosząc się do mitologii, mówi, iż jej celem jest „oświecenie świata swymi optycznymi urządzeniami, tak jak Takamagahara dała mu światło”.
W październiku 2011 r. wyszło na jaw, że zarząd firmy i jej rada nadzorcza od wielu lat fałszowali dokumenty ukrywając straty w wysokości 1,7 mld dolarów. W związku z tym rozważane było usunięcie spółki z giełdy tokijskiej.
Poniżej zaprezentowano zmiany nazwy przedsiębiorstwa, od momentu jego założenia.
| Data                 | Nazwa                                   |
| -------------------- | --------------------------------------- |
| 12 października 1919 | Założona jako Takachiho Seisakusho      |
| 28 maja 1942         | Zmiana nazwy Takachiho Optical Co., Ltd |
| 1 stycznia 1949      | Zmiana nazwy Olympus Optical Co., Ltd   |
| 1 października 2003  | Zmiana nazwy Olympus Corporation        |